# 弗鲁阿尔站
弗鲁阿尔站是法国的一个铁路车站，位于法国东北部市镇弗鲁阿尔，靠近南锡。

## 位置
弗鲁阿尔站位于弗鲁阿尔市区的部，巴黎－斯特拉斯堡铁路344.266公里处，同时也是弗鲁阿尔－诺韦昂铁路的起点，距离南锡城站大约公里。由南锡出发前往梅斯和前往巴勒迪克方向的列车在此分岔。车站大致呈西北-东南走向，开口朝西南。

## 设施
弗鲁阿尔站是一个无人看守的乘降所，站内设有自动售票机，可出售有效期为7天的TER列车车票。
此外，弗鲁阿尔站设有人行天桥及自动升降梯。

## 停靠线路
以下列车线路在弗鲁阿尔站停靠：
| 弗鲁阿尔站列车线路表               |      |                 |                 |                 |
| 线路                               | 车种 | 上一站          | 下一站          | 大致运行频率    |
| 梅斯—南锡                          | TER  | 蓬佩            | 尚皮尼厄勒/南锡 | 每天10~20趟     |
| 埃皮纳勒→梅斯                      | TER  | 南锡/尚皮尼厄勒 | 蓬佩            | 每天2班（单向） |
| 兰斯/雷维尼/巴勒迪克—南锡/吕内维尔 | TER  | 利韦丹          | 南锡            | 每天10趟左右    |
| 1. 2.                              |      |                 |                 |                 |

## 配套交通

### 长途客车
| 停靠弗鲁阿尔站的大巴车           |                         | |
| 上下车地点                       | 运营单位                | 主要线路及目的地 |
| 中心点（公交车站） Point Central | 默尔特-摩泽尔省城际客运 | - R330线：马尔巴什、贝尔维尔、迪约卢阿尔、布莱诺莱蓬塔穆松、蓬塔穆松 - R370线：莱尔、维莱莱穆瓦夫龙、穆瓦夫龙、阿赖和昂、莱特里库尔、蓬塔穆松 |
| 弗鲁阿尔站门口                   | SNCF Car TER            | - 当某条铁路线施工或罢工时，SNCF可能会提供途径该线路沿途站点的大巴车                                                                          |
| 1. 2. 3.                         |                         | |

### 市内交通
| 弗鲁阿尔站附近的市内公共交通线路 |                         | |
| 公交车站名称                     | 位置                    | 停靠线路 |
| Gare de Frouard 弗鲁阿尔-火车站  | 弗鲁阿尔站门口          | - 2路：弗鲁阿尔-火车站 ↔ 利韦丹-火车站                                                                               |
| École 学校                       | 距离弗鲁阿尔站大约200米 | - 323路：南锡-栋巴勒广场 ↔ 蓬佩-鸟巢 - 324路：南锡-栋巴勒广场 ↔ 蓬佩-雷瓦讷 - 325路：南锡-栋巴勒广场 ↔ 蓬佩-丰德拉沃 |
| 1. 2.                            |                         | |

### 社会车辆
弗鲁阿尔站门口设有社会车辆停车场。

## 临近车站
| 弗鲁阿尔站（Gare de Frouard）  |                     |              |
| 上行车站                       | 线路                | 下行车站     |
| 利韦丹站                       | 巴黎—斯特拉斯堡铁路 | 尚皮尼厄勒站 |
| （起点）                       | 弗鲁阿尔—诺韦昂铁路 | 蓬佩站       |
| - 本表仅显示运营中的线路及车站 |                     |              |